# 联盟MS-10
联盟MS-10是俄罗斯宇航联盟号的第139次飞行，本次任务计划将远征57的两名宇航员送到国际空间站。当地时间2018年10月11日14时40分（协调世界时（UTC）8时40分），飞船从哈萨克斯坦拜科努尔航天发射场发射升空，在第一级分离后，火箭第二级出现故障，任务中止，飞船以弹道轨迹返回地面，两名航天员成功逃逸并被搜救人员发现，状况良好。俄罗斯航天飞行管理中心与美国国家航空航天局已经对事件展开调查。这是继同年8月与国际空间站对接的联盟MS-09发生泄露以来的近期第二起联盟号飞船重大事故。俄罗斯在事故后已暂停所有载人航天发射活动。

## 机组人员

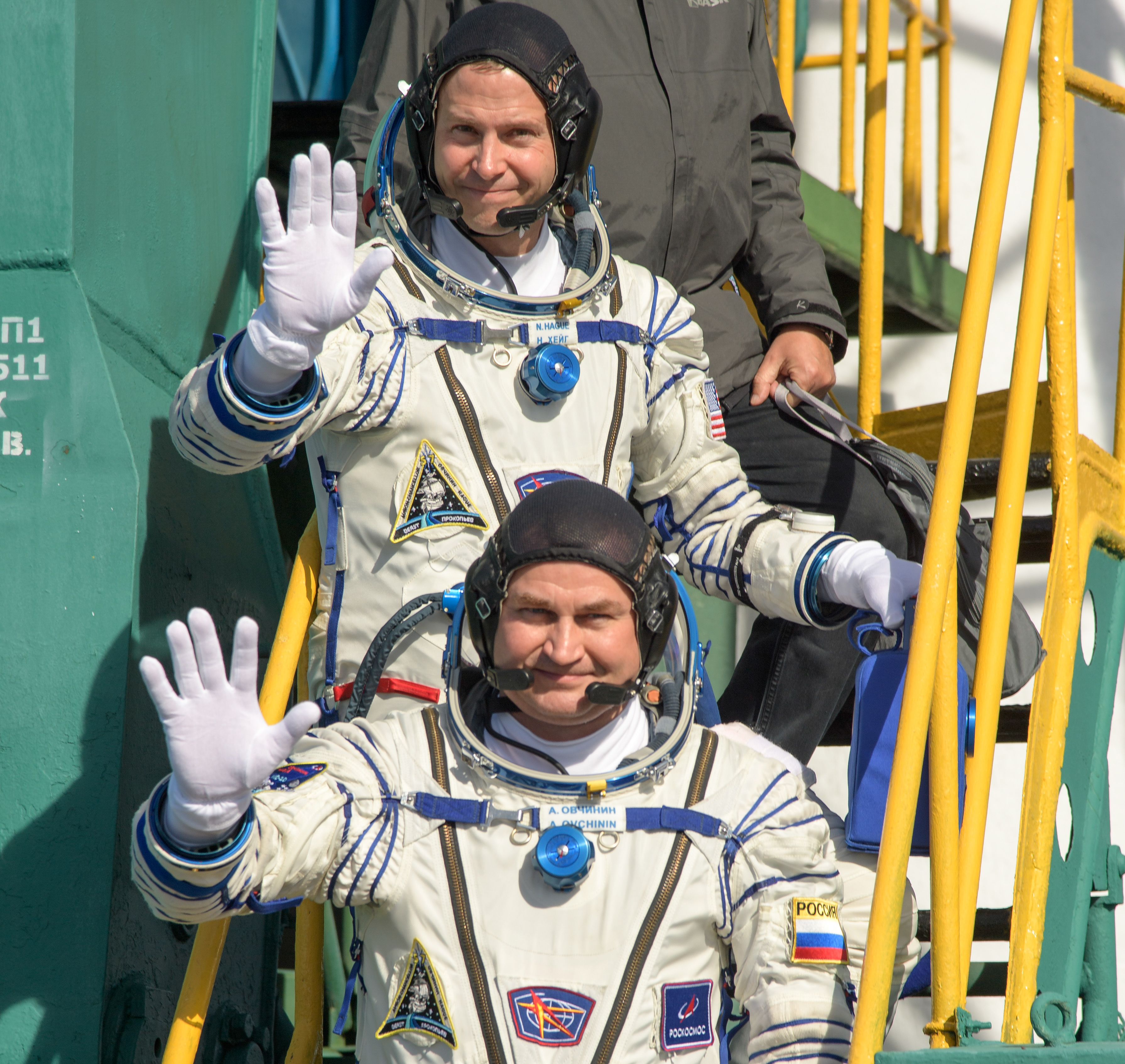
两位执行飞行的宇航员尼克·黑格（上）和阿列克谢·奥夫奇宁（下）

执行任务的宇航员
| 职位        | 姓名              | 飞行次数 |
| ----------- | ----------------- | -------- |
| 指令长      | 阿列克谢·奥夫奇宁 | 第2次    |
| 飞行工程师1 | 尼克·黑格         | 第1次    |

候补宇航员
| 职位        | 姓名            |
| ----------- | --------------- |
| 指令长      | 奥列格·科诺年科 |
| 飞行工程师1 | 大卫·圣雅克     |

## 发射任务

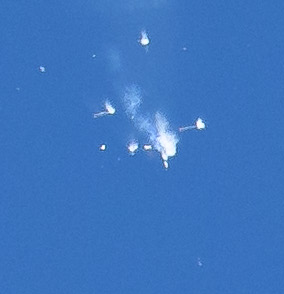
助推器分离的瞬间

发射几分钟后，在UTC时间8点40分，宇航员报告感觉到失重，指挥中心告知一个推进器发生故障。引述俄罗斯前宇航员谢尔盖·康斯坦丁诺维奇·克里卡列夫，发射失败是由于发射过程中一二级火箭分离过程中发生的撞击导致的。指挥中心随即宣布任务失败并指挥宇航员紧急逃生，以抛物线轨迹返回地球，期间宇航员大约受到相当于6至7倍于地球重力的加速度。
逃逸塔约在距离地球表面约50公里出分离，而由于惯性，分离后的逃逸塔沿着抛物线轨迹继续上升，直到93公里的高度才回落，并在火箭发射19分钟又41秒后安全着陆。
UTC时间8点55分，搜救小组出发，在距离火箭发射点距离402公里，哈萨克斯坦杰兹卡兹甘市以东约20公里处找到了载有两名宇航员的逃逸塔。救援小组出发25分钟后，美国国家航空航天局表示正在尝试和两位宇航员取得联系。几小时后，NASA的电视台公布了两位宇航员在杰兹卡兹甘机场接受医疗检查的画面。
两名宇航员身体确认无恙后，回到拜科努尔航天发射场与家人团聚，随后出发前往莫斯科。

## 事故原因

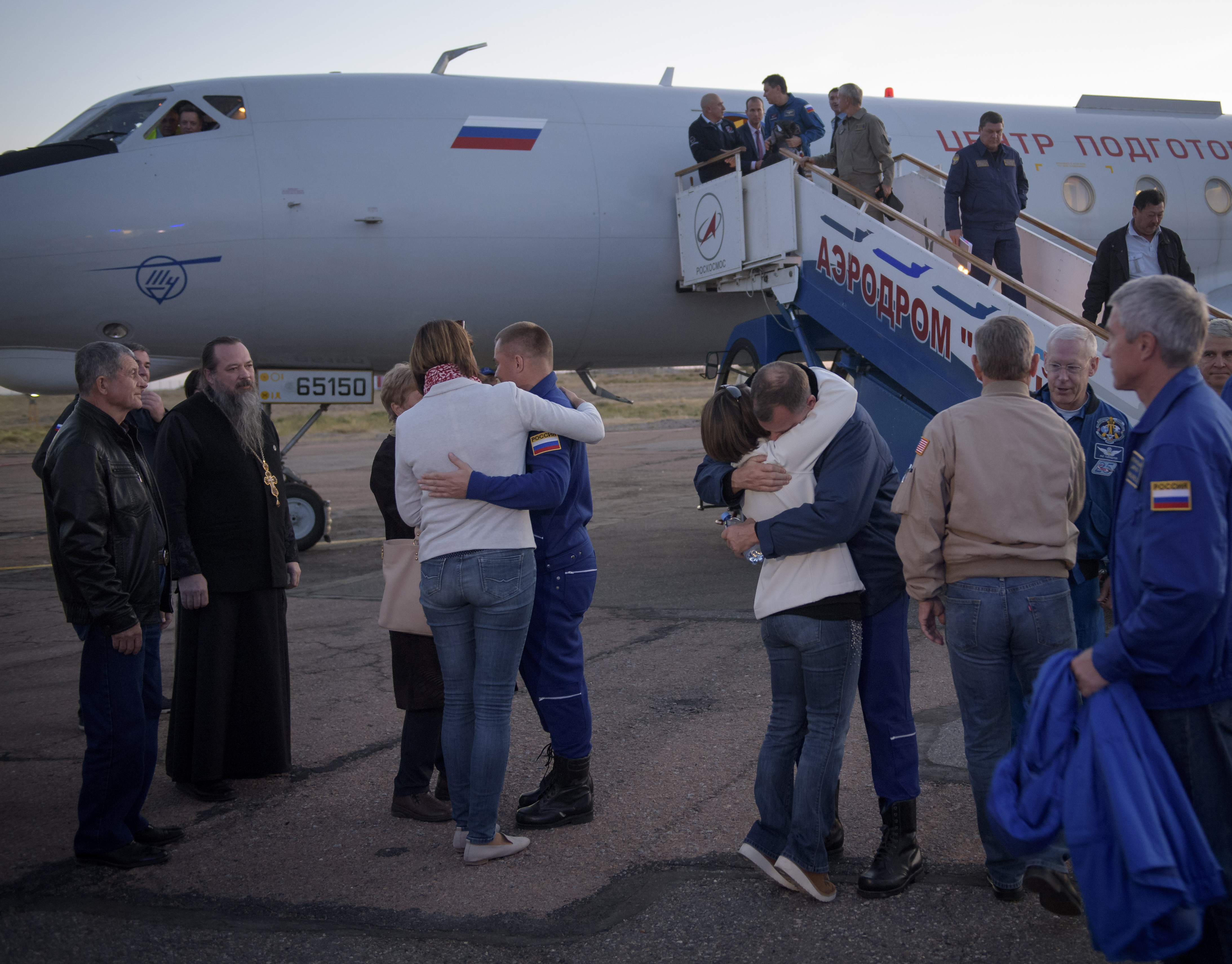
成功逃生的两位宇航员回到拜科努尔航天发射场

飞船发射失败后，俄罗斯航太立刻对事故原因展开调查。一开始调查人员怀疑是第一级助推器上的一根线缆连接错误造成的，后来又把调查重点移到火箭的组装疏忽上，而调查结论得出的截止日期也一拖再拖。10月22日，调查小组的初步结论认为，是控制火箭分离的传感器出了问题，导致其中一个助推器没有成功分离，这与1986年的一次无人火箭发射失败的原因相类似。31日发布的报告中，调查小组认为，一个连接助推器的球形关节在安装时发生了变形，导致分离失败，而当时传感器能正常工作。

## 后续
2018年12月4日，美国航空航天局（NASA）的专家承认此次飞行为航天活动，尽管有人认为飞船在当天并未越过卡门线。阿列克谢·奥夫奇宁与尼克·黑格预计将于2019年3月1日发射的联盟MS-12任务将分别是二人第三次、第二次的航天飞行。